# 英语修订版圣经
英语修订版圣经（英文：English Revised Version），又称修订版圣经，是英语世界的人在19世纪后期针对1611年的钦定版圣经所作的英国修订版本。新约出版于1881年，旧约于1885年出版，次经于1895年出版。
修订版译者声称其目的在于，“改编钦定版圣经，使之应英语的现状而不改变成语和词汇，适应当前的圣经研究水平”。后来的很多译本都是在此基础上进行的。据说中文的和合本也是根据此译本为蓝本的。
虽然译文本身被广泛认为是过份直译和浅白，但修订版在英文圣经翻译史上具有重要意义，这里面有许多原因。当修订版出版时，具有将近300年历史的钦定本，仍然是维多利亚时代的英格兰唯一可行的英文圣经。因此，修订版被称为整个现代翻译传统的先驱。修订版另一个重要的改进是将文本组织成段落，将旧约诗歌以诗体形式印刷（而非散文体），另外加入边注来提醒读者，不同古抄本用词的差异。
1901年，英语修订版在美国被修订成标准美国版本（美国标准版圣经）。与修订版相比，大部分内容是相同的，但最显著的区别在于美国标准版采用“耶和华”，而非传统版本的“主”来表示神名。